# Freeganismus
Freeganismus ist eine politisch oder ethisch motivierte Lebensführung, welche sich durch eingeschränkte Teilnahme am mehrheitsgesellschaftlichen Wirtschaften auszeichnet, was insbesondere durch minimalen Ressourcenverbrauch erreicht werden soll. Das Wort freegan ist ein Kofferwort, welches sich aus englisch free für „frei“ und vegan zusammensetzt.

## Wortherkunft
Wörterbücher führen den Begriff freegan seit 2004, aber vermutlich entstand er bereits in den 1990ern. Die Wortherkunft verweist auf eine ethische Parallele zum Veganismus, welcher nicht an der Ausbeutung von Tieren teilhaben möchte, indem er den Kauf von tierischen Produkten ablehnt. Der Freeganismus weitet diese bewusste Nicht-Teilhabe gleichsam auf die gesamte Sphäre des kapitalistischen Wirtschaftens aus. In der Praxis ist Freeganismus damit auch ein politisches Statement gegen Überkonsum, Umweltzerstörung und Ausbeutung.

## Abgrenzung
Im Gegensatz zu Menschen, die aus wirtschaftlichen Zwängen einer Notwendigkeit unterliegen, von Spenden oder „Müll“ anderer zu leben, begeben sich Freeganer mehr oder weniger bewusst in diese Situation. Häufig ist diese Entscheidung aus einer anarchistischen oder antikapitalistischen politischen Position motiviert, die an der Konsumgesellschaft und der Wegwerfgesellschaft eine grundsätzliche Kritik übt. Soziologisch rekrutieren sich die Freeganer in den Vereinigten Staaten überwiegend aus dem linksliberalen bis linksradikalen akademischen Milieu, gehören überwiegend der Mittelschicht an und haben einen Job oder gehen freiwillig keiner Erwerbstätigkeit nach.
Der Freeganismus ist einerseits eine Möglichkeit für politische Aktivisten, ihr eigenes Leben unabhängig(er) von „kapitalistischen Zwängen“ zu gestalten; eine US-amerikanische Fallstudie aus dem Jahr 2010 stellte etwa fest, dass bei einer Containertour Lebensmittel im Wert von 100 bis 200 US-Dollar gesammelt werden können. Andererseits stelle die Gewinnung von Gütern aus „Müll“ aber auch eine Art Propaganda der Tat dar. Im deutschsprachigen Raum sind sogenannte Volxküchen häufig freegan, beziehen ihre Nahrungsmittel also nicht aus dem Handel. Umsonstläden oder Infoläden verschenken häufig auch Möbel, Elektrogeräte oder Fahrräder, die containert und notdürftig repariert bzw. gereinigt wurden, und sind damit Teil einer Gesellschaftsvorstellung, die auf einer Schenkwirtschaft oder aber einer Umsonstökonomie aufbaut.

## In den Medien
Medial werden Freeganer häufig auf das „Containern“ reduziert. Durch das Bändern-Verbot an der Universität in Freiburg bzw. die Tolerierung in Lüneburg bekam in Deutschland auch das Verzehren von Essensresten  in Mensen Aufmerksamkeit.